# Hannes Heppner
Hannes Heppner (ur. 9 maja 1987) – niemiecki wioślarz.

## Osiągnięcia
- Mistrzostwa Świata U-23 – Račice 2009 – ósemka – 2. miejsce[1].
- Mistrzostwa Europy – Brześć 2009 – dwójka bez sternika – 6. miejsce[1].